# Enuliophis sclateri
Enuliophis sclateri is een slang uit de familie toornslangachtigen (Colubridae) en de onderfamilie Dipsadinae.

## Naam en indeling
De wetenschappelijke naam van de soort werd voor het eerst voorgesteld door George Albert Boulenger in 1894. Oorspronkelijk werd de naam Leptocalamus sclateri gebruikt. De slang werd eerder aan het geslacht Enulius toegekend. Het is de enige soort uit het monotypische geslacht Enuliophis.

## Uiterlijke kenmerken
Deze opvallende slang heeft een zwart lichaam met een blauwe, iriserende glans en een afstekende, helder witte kop. De snuitpunt en de ogen hebben een zwarte kleur. De keel en buik zijn eveneens wit van kleur. De lichaamslengte bedraagt maximaal 55 centimeter inclusief de staart. De staart is relatief lang en beslaat 36 tot 42 procent van de lichaamslengte. Op het midden van het lichaam zijn vijftien rijen schubben in lengte gelegen. Aan de buikzijde zijn 129 tot 151 buikschubben aanwezig. De slang werd op basis van de afwijkende hemipenis van de mannetjes aan het aparte geslacht Enuliophis toegekend.

## Levenswijze
Enuliophis sclateri is overdag actief en leeft ingegraven in de bodem. De vrouwtjes zijn eierleggend. Op het menu staan de eieren van reptielen die met de verlengde tanden in de achterkaak worden doorboord. Daarna wordt de inhoud van het ei opgenomen.

## Verspreiding en habitat
Enuliophis sclateri komt voor in delen van Zuid-Amerika en leeft in de landen Colombia, Costa Rica, Honduras, Nicaragua en Panama. De habitat bestaat uit vochtige tropische en subtropische bossen, zowel in laaglanden als in bergstreken. De soort is aangetroffen van zeeniveau tot op een hoogte van ongeveer 1640 meter boven zeeniveau.

## Beschermingsstatus
Door de internationale natuurbeschermingsorganisatie IUCN is de beschermingsstatus 'veilig' toegewezen (Least Concern of LC).